# 슈링가사우루스

슈링가사우루스(학명:Shringasaurus indicus)는 도마뱀목 아젠도사우루스과에 속하는 도마뱀이다. 지금은 멸종한 종으로서 전체적인 몸길이가 5~8m인 거대한 도마뱀에 속한다.

## 특징
슈링가사우루스(Sringasaurus, 산스크리트 शृङ्ga (, ṛṅṅgaga, horn, 고대 그리스 σαῦοςςς, sauros, "마법사우르스")는 인도의 중트 트라이아스기(Anisian)에서 온 대왕조류 파충류의 멸종된 속물이다. 그것은 종류와 오직 알려진 종인 S. 인디쿠스로부터 알려져 있다. 슈링가사우루스(Shringasaurus)는 마디야프라데시 주의 덴와 형성으로부터 알려져 있다. 슈링가사우루스(Shringasaurus)는 트라이아스기의 특이한 초식성 파충류 집단인 알로코토사우루스(Allokotosaurus)로서 똑같은 아젠도사우루스과에 속하는 더 작고 더 잘 알려진 아젠도사우루스(Azendohsaurus)와 가장 밀접한 관련이 있다. 몇몇 세라톱스 공룡들처럼 슈링가사우루스는 두개골에서 앞뒤로 마주보는 두 개의 커다란 뿔을 눈 위에 가지고 있었다. 이 뿔들은 전시용으로 사용되었을 가능성이 높으며 트리케라톱스와 같은 세라톱스과의 뿔에 대해 제안된 것과 매우 유사하게 다른 슈링가사우루스와의 싸움 동안에 사용되었을 것이다. 슈링가사우루스 역시 긴 목과 이빨과 같은 용각류 공룡과 유사성을 가지고 있으며 진화하기 전에 커다란 브라우징 초식동물과 비슷한 생태적 틈새를 차지하고 있었을 가능성이 높다. 슈링가사우루스(Shringasaurus)는 몸집이 큰 네발로 추정 몸길이가 3~4m(9.8~13.1ft)에 이른다. 관련 아젠도사우루스와 매우 흡사하며 긴 목에는 작고 상자 모양의 머리가 있고 어깨와 갈비뼈가 깊게 파인 통 모양의 몸뚱이가 반구슬한 팔다리와 짧은 꼬리까지 뻗어 있다. 슈링가사우루스는 아젠도사우루스보다 훨씬 큰 것 외에도 긴 갈색 뿔을 가지고 있으며 다른 아젠도사우루스보다 상대적으로 목이 짧고 두꺼우며 목과 어깨 위로 신경 가시가 훨씬 더 높다는 점에서 가장 잘 알려져 있다. 슈링가사우르스의 두개골은 완전히 알려져 있지는 않지만 보존된 것은 두개골이 작고 상자투성이였다는 것을 나타내며 짧고 깊은 주둥이와 둥근 턱끝과 뼈로 된 콧구멍이 주둥이의 앞부분에 있는 하나의 혼합된 구멍으로 융합되어 있었다. 이것은 완전히 알려진 아젠도사우루스의 두개골과 대체로 비슷하지만 슈링가사우루스의 아래턱은 깊숙하고 아래로 변한 아젠도사우루스의 틀니에 비해 끝쪽으로 더 눈에 띄는 테이퍼가 있다. 슈링가사우루스의 뿔은 아젠도오사우루스(Azendohsaurids)와 세라톱스(Ceratopsids)가 서로 전혀 무관함에도 불구하고 세라톱스 공룡에서 볼 수 있는 뿔과 매우 흡사하다. 뿔은 눈 위 해골 지붕의 정면 뼈에 부착되어 있으며 두개골의 거의 전폭에 걸쳐 있다. 그것들은 두개골에서 위로 향하고 앞으로 구부러지며 큰 개인들 사이에 약간의 크기와 방향의 변화가 존재한다. 더 작고 젊은 개인들은 더 작고 더 고마운 뿔을 가지고 있었는데 이것은 뿔이 동물들이 성숙할 때까지 완전히 발달하지 않았음을 보여준다. 흥미롭게도 적어도 한 개의 작은 표본은 완전히 뿔이 없는 반면 또 다른 유사한 작은 표본은 작지만 잘 발달된 뿔을 가지고 있었다. 그 때 슈링가사우루스는 성적으로 이형적인 존재였고 아마도 암컷들은 뿔이 부족했을 것이라고 추측된다. 뿔 자체는 거칠고 그루진 질감을 가지고 있어 세라톱시드 뿔처럼 각질투성이의 뿔로 덮여 있었음을 암시하고 있으며 따라서 뼈 중심부가 나타내는 것보다 더 길었을 것이다. 뿔 아래 두개골의 뼈는 유난히 두껍고 큰 개인에서는 두개골의 지붕 뼈(비음, 앞면, 앞면, 뒤면)가 양쪽에서 서로 융합되어 있다. 슈링가사우루스의 치아는 낮고 양쪽에 큰 틀니클이 있는 잎 모양(랜솔레이트)으로 모양은 아젠도사우루스의 치아와 비슷하나 뿌리 위의 두드러진 팽창이 파멜라리아 치아처럼 부족하다.두개골과 턱이 불완전하게 알려져 있기 때문에 슈링가사우루스의 전체 치아 수는 알 수 없지만 아젠도사우루스처럼 각 프리맥실라에는 4개의 치아가 있었다. 슈링가사우루스는 또한 수많은 구강 치아를 가지고 있었으며(지금까지 보머(어금니)에서만 알려져 있지만 말이다.) 아젠도사우루스와 마찬가지로 턱 가장자리를 따라 있는 변방 치아와 마찬가지로 독특하게 발달되어 있다. 그들처럼 잎 모양과 톱니 모양이었지만 슈링가사우루스에서는 구강 치아가 한계 행보다 훨씬 더 장황하다. 이와 같은 치아는 특이하다. 왜냐하면 대부분의 초식성 파충류가 가지고 있는 치아는 훨씬 단순하고 돔 모양의 구강 치아를 가지고 있으며 턱 여백과 동일한 구강 치아는 그렇지 않으면 관련된 알로코토이사우루스, 아젠도사우루스와 테라테페톤에서만 발견되기 때문이다. 추골은 전체 경추, 다양한 등추, 천골 척추, 일부 카우달 척추 등을 포함하여 슈링가사우루스(Shringasaurus)에서 잘 알려져 있다. 다른 아젠도사우루스자리들과 마찬가지로 제1중간 경추도 특징적으로 길쭉하여 슈링가사우루스에게 아젠도사우루스나 파멜라리아에 비해 비례적으로 짧지만 길고 치켜 올라간 목을 부여한다. 목은 다른 아젠도사우루스보다 훨씬 높으며 키 크고 두드러진 신경 가시가 있다. 이러한 경향은 비록 경추에 신경 가시가 센트라의 두 배 높이에 있는 한 길지는 않지만 등허리의 등줄기로 이어진다. 슈링가사우르스의 2~5번째 경추는 목 근육계를 지탱하는 구조물로 슈링가사우르스가 강한 목 근육을 가지고 있었음을 보여준다. 처음 12개의 등뼈는 또한 용각류의 척추에서 발견된 것과 유사한 깊은 포새(뼈의 퇴색)를 묶은 여러 가지 잘 정의된 라미나에 의해 표시된다. 슈링가사우루스는 아젠도사우루스와 마찬가지로 일리아와 발현되는 잘 발달된 갈비뼈를 가진 두 개의 천골 척추뼈를 가지고 있다. 어깨와 앞쪽은 아젠도사우루스의 것과 대체로 비슷하며 앞쪽을 따라 오목한 키 큰 견갑골과 뒤쪽에 노들 같은 긴 공정이 있고 앞쪽 포인팅이 짧은 인터클라블(아젠도사우루스의 특이한 특징이지만 아젠도사우루스에서도 발견된다.코라코이드는 스카풀라와 관절을 이루며 옆과 뒤쪽을 향한 글레노이드를 가르킨다.(어깨 소켓)을 형성하는데 아젠도사우루스의 특징은 전면이 완전히 무질서하게 펼쳐져 있는 것보다 더 똑바로 세워져 있음을 나타낸다. 상완골도 마찬가지로 비슷하며 끝이 넓고 중간축이 좁으며, 뼈의 절반만큼 매우 잘 발달된 망상각의 볏은 강력한 앞가슴을 나타낸다. 그러나 울나는 아젠도사우루스보다 팔꿈치 아래의 낮은 올레크라논 공정에 의해 구별될 수 있다. 엉덩이와 뒷다리는 아젠도사우루스와 매우 비슷하다.장골은 앞쪽에 반원형의 두드러진 공정을 가지고 있고 뒷공정이 길고 가늘며 아세타불룸(힙 소켓)도 공룡의 구멍 난 고관절 소켓과 달리 견고하다. 대퇴골은 건장하고 약간 S자형으로 무질서하게 옆으로 내밀어 있으며 건장한 경골과 아랫다리의 넓이가 절반밖에 되지 않는다. 발은 아젠도사우르스를 포함한 초기 아크로모프들의 전형이다. 슈링가사우루스는 인도 덴와 포메이션 상부에 있는 화석의 단일 골층으로부터 알려져 있다. 편성은 마디아프라데시 주 호산가바드 지구에 위치한 사트푸라 곤드와나 분지의 일부다. 덴와 형성의 정확한 연대는 알려지지 않았지만 척추동물의 생물성분증(Biostratigraphy)은 아니시아의 초기 또는 후반에 대한 상반된 의견으로 중 트라이아스기 초기의 범위까지 좁히기 위해 사용되어 왔다. 상층 덴와 포메이션은 리본 모양의 사암 시트를 안에 감싼 붉은 흙돌이 특징적이다. 이 뼈대 자체는 고대로 채워진 강 수로의 남쪽 가장자리를 따라 침입한 불규칙한 경계가 있는 교차 침상 적층 사암 퇴적물로 이루어진 크레바스 스플레이 퇴적물에 보존되어 있었다. 이 홍수 사건은 크레바스 놀이의 크기가 그 무리들의 잔해를 누적적으로 묻어버린 여러 단계의 홍수를 암시하기 때문에 고립된 사건이 될 것 같지는 않았다. 슈링가사우루스 뼈대는 미세한 모래 층을 가진 붉은 갯바위의 5m X 5m (25평방미터 (270평방피트) 면적 내에 흩어져 있는 대부분 분리형 뼈로 이루어져 있다. 뼈대는 단조로운 것으로 슈링가사우루스의 화석만 들어 있으며 발견된 고유 오른쪽 페모라, 왼쪽 허메리, 두개골 지붕, 뿔의 최소 개수를 기준으로 8명의 개인을 보존하고 있다. 표본은 또한 청소년에서 성인까지 다양한 신체 사이즈로 다양한 존재론적 성장 단계를 나타낸다. 이 개인들 중 오직 한 두 명만이 뿔이 없었고 뼈대는 운반되고 보존되는 동안 더 무겁고 견고하게 만들어진 뿔로 만든 두개골에 대해 타액학적으로 편향되어 있었다고 한다. 그러나 많은 뼈에 마모를 최소한으로 했을 뿐 아니라 운반 과정에서 급격히 유실된 뼈(갈비뼈, 사지뼈 등)의 유지는 사망 후 큰 거리를 이동하지 않았음을 나타낸다. 비록 뼈들은 나중에 운반 후에 분리되었지만(등뼈와 갈비뼈 여섯 개의 단일 시리즈에서 떨어져서) 그들은 밀접하게 연관된 군집 안에 남아 있었다. 그들은 또한 거의 풍화 현상을 보이지 않는데 이것은 대부분의 뼈들이 단지 1-3년 동안만 표면에 노출되었고 몇 개만이 더 오래(3-15년) 노출되었다는 것을 보여준다. 뼈대에서 가장 낮게 발견된 관절형 척추뼈는 즉시 매장되었을 가능성이 높은 반면 뼈대에서 더 높은 곳에 남아 있는 뼈는 이후 홍수로 매장되었다. 마찬가지로 이 뼈들은 현재 청소와 식물의 성장에 의해 짓밟히거나 자국이 나 있는 징후를 보여주는데 이는 매장되기 전에 그들의 짧은 노출을 나타낸다. 화석은 인도 통계연구소 콜카타(Kolkata)의 사스와티 반디요파디야(Saswati Bandyopadhyay), 두르자티 센굽타(Dhurjati Sengupta), 실라드리 다스(Shiladri Das) 교수가 발굴해 준비했는데 화석도 함께 보관돼 있다. 이어 2017년 8월에 사란디 센굽타와 반디요파디야, 아르헨티나 베르나르디노 리바다비아 자연과학 박물관의 마르틴 에즈쿠라가 설명하고 이름을 붙였다. 홀로타입 표본인 ISIR 780은 전두골, 전두골, 후두골, 두정골을 포함한 부분 두개골 지붕과 큰 두경골 뿔로 구성되어 있다. 골반에서 나온 다른 여러 표본들은 파라티프로 지정되었고 뼈의 많은 부분에서 나온 다수의 두개골과 후두골 뼈로 구성되어 있다. 이 속은 고대 산스크리트어인 '혼', 'śṛṅgaga'(ङङgagagaga)의 명칭으로, 두개골에 있는 독특한 뿔에 '마법사'를 뜻하는 고대 그리스어 σαῦοςςςς(sauros)와 결합하여 붙여졌다. 종 이름 인디쿠스는 라틴어로 "인도어"를 말하며 그것의 발견 국가를 가리킨다. 슈링가사우루스의 뼈대는 무리 속에 살았던 사교적인 동물이었음을 암시한다. 이 무리는 집단사망 사건으로 죽은 것으로 보이며 짧은 시간 안에 매몰되어 제방이 뚫려 익사했을 가능성이 있다. 골반에는 청소년, 성인, 성인 등이 포함돼 있어 슈링가사우루스가 혼성기 소떼에서 살았음을 시사했다. 이 무리는 또한 혼성(혼성)을 일년 내내 살았는지 아니면 한 해의 일부 동안만 살았는지는 불분명하지만 수컷과 암컷이 모두의 존재를 근거로 하여 혼성(혼성)이 되었다(수컷이 뿔로 비슷하게 스파링을 하는 국내 양과 관련 초식동물에서 관찰된 바와 같이 말이다.)이 무리는 살아있는 초식동물에서 발생하는 가뭄과 같은 환경적 스트레스 기간 동안 근처의 강 수로에 모여 살고 있었으며 일부 공룡에 대해서도 추론되었다. 슈링가사우루스의 뿔이 가장 두드러진 특징이라 초기 설명에서 이들의 역할과 기능에 어느 정도 초점을 맞췄다. 그것의 해설자들은 그것의 뿔을 주로 방어나 종인식을 위한 것이 아니라 성적 선택의 산물일 가능성이 있다고 생각했다. 뿔은 큰 성인에게서 두드러지게 크고 튼튼하게 자라는 반면 작은 개인은 더 짧고 우아한 뿔을 가지고 있다. 슈링가사우루스가 뿔이 없는 암컷일 가능성이 있는 성적인 이형체였을 가능성은 이러한 해석을 더욱 뒷받침한다. 이것은 현대의 뿔 달린 보비드들과 비슷하겠지만, 세라톱스 공룡들과, 실제로 이형성이 아닌 것으로 보이는 다른 아르코사우로모르프들과는 다르다. 더군다나 뿔의 크기와 모양은 다른 뿔짐승과 비교되어 왔으며 비교적 짧고 구부러진 뿔은 박치기, 찌르기, 펜싱과는 반대로 뿔과 씨름하는 동물과 가장 흡사했다. 그렇다면 수컷 슈링가사우루스는 뿔을 함께 고정시켜 짝을 겨루었을지도 모르는데 뿔이 달린 세라톱스 공룡(특히 트리케라톱스를 가르킨다.)과 현대의 갈대벅 영양에 대해 유추되는 것과 현저하게 유사하다. 슈링가사우루스의 한 표본은 목에 한 쌍의 기형 척추뼈가 있었던 것으로 알려져 있다. 두 자궁경부는 부분적으로 융합되어 있으며 선천적 결함, 척추관절염(관절염의 일종이다.) 또는 세균이나 곰팡이 디스크 감염의 결과로 해석된다. 척추뼈는 큰 성인동물에 속했기 때문에 개인의 삶의 질이 그 장애로 인해 심각한 영향을 받았을 가능성은 낮으며 아마도 동물에게는 치명적이지 않았을 것이다.척추뼈 중 하나는 치유된 골절도 보존하고 있지만 이 부상의 원인은 알려져 있지 않다. 상층 덴와 포메이션에서 슈링가사우루스는 폐피쉬 세라토도스와 파라시클로토사우루스, 마스토돈사우루스과, 체르니니아 덴와이, 외톨힌치, 트레마토사우루스, 브라키요피드과 등으로 다양한 템노스폰다이어 양서류들과 공존했다. 다른 육지 척추동물로는 원치 않는 라임코사우르와 두 종의 다이시노돈 등이 있는데 이는 칸네메예리아와 비슷한 중간 크기의 종과 스타헬레케리아와 비슷한 것으로 해석되는 더 큰 종이다. 이 환경은 주기적으로 둑을 터트리는 느리게 움직이는 아나브란치 강물이 있는 건조하고 반건조된 범람원을 나타내는 것으로 해석된다. 강우량은 계절적이었고 환경은 가뭄을 겪었고 이로 인해 강물과 연못이 말라버렸다. 슈링가사우루스의 큰 몸집과 표면적으로 유사한 체형뿐만 아니라 턱과 이빨을 포함한 용각류 동물과의 유사성은 아젠도사우루스에 제안하는 것과 유사한 그 환경에서 비교적 큰 비교적 고도로 탐색하는 초식동물의 역할을 차지했음을 암시한다. 분류학적으로 보면 슈링가사우루스(Shringasaurus)는 아젠도사우루스과의 일원으로 아젠도사우루스 자체의 가장 가까운 친척으로 인식된다. 이 집단은 일반적으로 센굽타와 동료들이 2017년 슈링가사우르스를 묘사하고 계통생성 관계를 분석할 때 되찾은 삼엽공룡과 함께 최근에 인정받은 쇄골 알로코토사우루스 안에 분류된다. 알로코토사우루스과가 되는 관계의 2019년에 프리처드(알.(2018년)—와스 슈링가사우루스와 알로코토사우루스과 내에 서로의 가장 가까운 친척으로 아젠도사우루스의 회복 추가 슈링가사우루스에 대한 아젠도사우루스과의 친화성 지원을 포함하도록 업데이트의 셍업타이다.(알.(2017년)—텐트에서 다른 데이터를 이용한 다른 분석이다. 슈링가사우르스와 다른 아젠도사우루스들은 뼈에 대한 몇 가지 사소한 세부 사항뿐만 아니라 결합 나르, 잎 모양의 치아, 긴 목을 포함한 몇 가지 특징들을 공유한다. 특히 파마, 아래턱, 어깨, 엉덩이, 대퇴골, 척추 등의 특징에서는 아젠도사우루스와 유사하지만 뿌리 위로 확장되지 않는 치아, 맥실라 안쪽 표면에 홈이 없는 치아, 키가 큰 신경 가시, 그리고 물론 뿔로 구분할 수 있다. 먹이로는 당대에 번성했던 양치식물의 잎과 열매를 주로 먹고 살았을 초식성의 도마뱀으로 추정되는 종이다.

## 근연종과 아종
2017년에 셍업타와 동료들이 발견한 결과는 싱어사우루스와 다른 알로코토사우르스의 관계를 단순화하고 집중한 완전한 클래도그램을 발췌한 것으로 다음과 같다. 슈링가사우루스의 근연종과 아종들에는 다음과 같은 종들이 존재한다.

### 크로코포다
슈링가사우루스의 근연종들 중에서 크로코포다에 속하는 종들이다. 모두 아공룡목이며 린초사우루스과, 알로코토사우루스과, 삼엽공룡과에 속하는 종들이다.

#### 아공룡목
이문단에선 란초사우루스과, 알로코토사우루스과, 삼엽공룡과에 속하는 종들을 모두 나열하였다. 이들은 모두 아공룡목에 속한다는 공통점이 존재한다.

##### 린초사우루스과
슈링가사우루스의 근연종들 중에서 린초사우루스과에 속하는 종들이다.
- 린초사우루스

- 라이언초룡

##### 알로코토사우루스과
슈링가사우루스의 근연종들 중에서 알로코토사우루스과에 속하는 종들이다.
- 알로코토사우루스

##### 삼엽공룡과
슈링가사우루스의 근연종들 중에서 삼엽공룡과에 속하는 종들이다.
- 테라테페톤 브리뉴이초룸

- 트릴로포사우루스 부에트네리 Trilophosaurus buettneri (flipped).jpg

- 스피노수쿠스 카사우루스(="트릴로포사우루스" 제이콥시)

##### 아젠도사우루스과
슈링가사우루스의 근연종들 중에서 아젠도사우루스과에 속하는 종들이다. 슈링가사우루스의 아종까지도 이곳의 문단에 전부 포함이 된다.
- 파멜라리아 돌리초트라클라

- 아젠도사우루스 라루시

- 아젠도사우루스 마다가스카렌시스

- 슈링가사우루스 인기

## 생존시기와 서식지와 화석의 발견
슈링가사우루스가 생존했던 시기는 중생대의 트라이아스기 후기로서 지금으로부터 2억년전~1억 8000만년전에 생존했던 종이다. 생존했던 시기에는 인도와 동남아시아를 중심으로 하는 산맥에 형성된 밀림 및 열대우림에서 주로 서식했었던 도마뱀이다. 화석의 발견은 2017년에 인도와 동남아시아의 트라이아스기에 형성된 지층에서 인도와 동남아시아의 고생물학자들에 의하여 처음으로 화석이 발견되어 새롭게 명명된 종이다.

## 같이 보기
- 파충류
- 중생대
- 트라이아스기
- 도마뱀
- 화석